# Carlo Nay
Carlo Nay (fl. XIX-XX secolo) è stato un calciatore italiano.

## Carriera
Nay risulta nella rosa dell'Audace Torino nella stagione del 1902, in cui gioca l'incontro perso per 6-0 contro la Juventus del 9 marzo, ottenendo il terzo posto del girone piemontese.